# Козя стена (връх)
Ко̀зя стена̀ е връх в Троянска планина, част от Средна Стара планина, издига се на 1670 m н.в.

## Местоположение
Намира се западно от Троянския проход. В северното и северозападното подножие извират притоци на река Бели Осъм. В района се срещат еделвайс и диви кози.

## Туризъм
В близост до върха са построени хижите „Козя стена“ и „Хайдушка песен“. Изходен пункт за тях е село Чифлик. Върхът е част от обявения през 1987 г. резерват „Козя стена“ с площ 904,3 ha.